# Nisa (Turkménistan)
Pour les articles homonymes, voir Nisa.
Nisa (aussi Parthaunisa) est une ville ancienne située près du village moderne de Bagir, à 18 km au sud-ouest d'Achgabat (Turkménistan).

## Histoire
Ses fondateurs étaient les tribus Dah-Parn, l'un des anciens ancêtres des Turkmènes. Nisa est l'une des premières capitales des Parthes. Traditionnellement fondé par le roi Arsace Ier (régnant de 250 à 211 av. J.-C.), c'était peut-être la nécropole royale des rois parthes, quoiqu'on n'ait jamais établi que la forteresse de Nisa soit une résidence royale ou un mausolée.
Ce que l'on peut affirmer avec certitude, c'est que Nisa était une plaque tournante commerciale majeure de l’Empire parthe.
Des fouilles ont permis de découvrir plusieurs grands édifices, des mausolées et temples mithraïques, de nombreux documents manuscrits, et une trésorerie pillée.
On a retrouvé sur le site une grande diversité d'objets et d'art hellénistique, ainsi qu'un grand nombre de rhytons en ivoire, dont les bords sont décorés avec des images perses ou issues de la mythologie classique.
Nisa fut plus tard rebaptisée Mithradātkert ( Parthe : 𐭌𐭕𐭓𐭃𐭕𐭊𐭓𐭕 , littéralement  'forteresse de Mithradate') par Mithridate Ier de Parthe (régna vers 171 av. J.-C. – 138 av. J.-C.). La région était célèbre pour ses chevaux rapides et beaux.
Elle sera détruite par un tremblement de terre survenu au Ier siècle av. J.-C..
Les forteresses de Nisa furent ajoutées à la liste du patrimoine mondial de l'UNESCO en 2007.

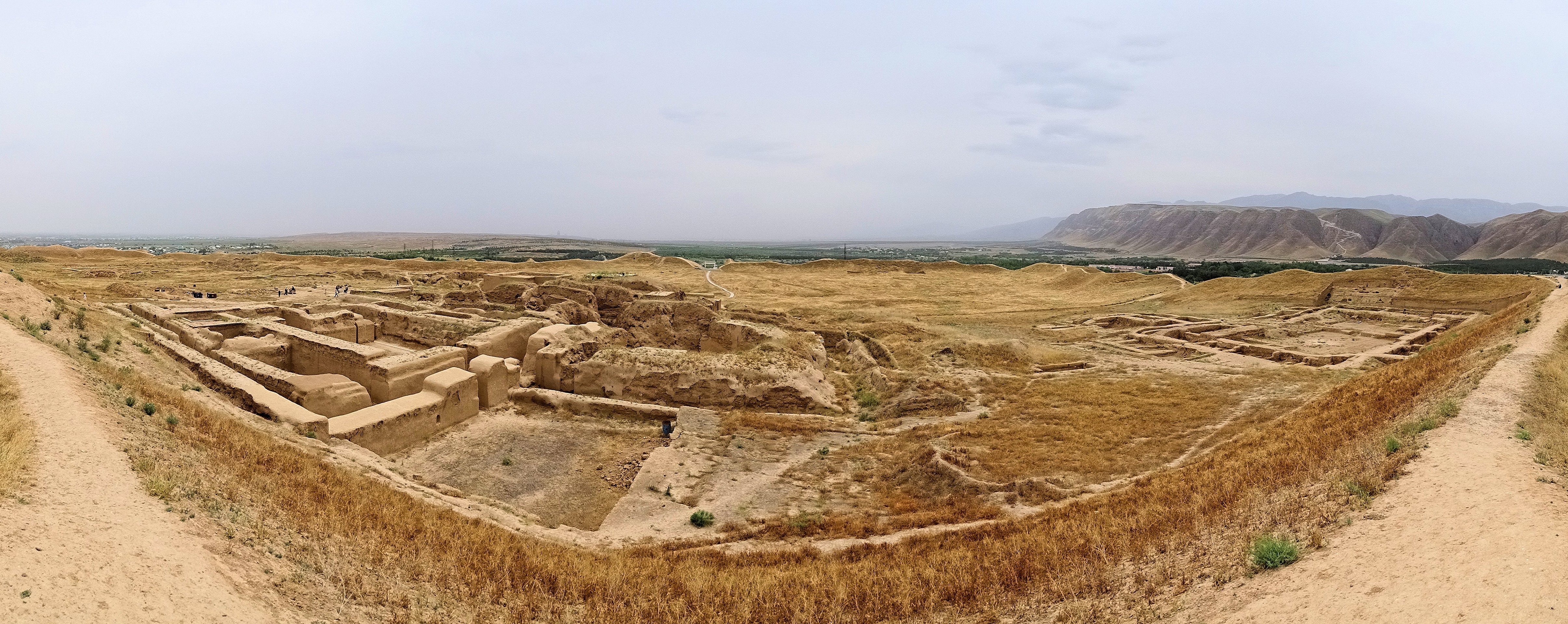
Nisa, vue de son extrémité ouest.

## Description des sites archéologiques
Il y a deux complexes architecturaux : celui du nord et celui du sud. En 1948, les célèbres rhytons en ivoire ont été découverts dans le complexe nord en ruine.
Trois structures peuvent être distinguées dans le complexe sud : le bâtiment rectangulaire, la place et les salles circulaires.
Les fouilles dans les villes de l'Ancienne et de la Nouvelle Nisa ont révélé des archives uniques de belles architectures, de monuments d'art et de documents économiques écrits sur des morceaux de récipients en céramique.
Le trésor des rois parthes était un immense complexe quadrangulaire composé de nombreuses maisons, cours et cours intérieures. Dès que les coffres étaient remplis d’objets de valeur, ils étaient verrouillés et transformés en coffres-forts.
La découverte d'un grand groupe de rhytons faits de soie provenant d'un trésor de trésors était autrefois appelée la découverte du siècle. Une pièce entière remplie de rythmes s’ouvrit. Les rhytons étaient en argent et certains d'entre eux étaient détaillés en laiton plaqué or, en or pur et en bronze. Les rhytons sont décorés de motifs en forme de champignon de compositions variées. Les rythmes sont représentés par des centaures, des griffons avec des lions, des femmes, etc. décoré de son image.
Le ton de l'intrigue de ses compositions décoratives est principalement lié à la mythologie grecque, mais les personnages des mythes grecs reçoivent un caractère local et parthe. Dans l'un des rhytons, un Parthe en bronze habille le costume « scythe » d'un des fondateurs du royaume parthe. Et dans quelques autres, nous trouvons que les Parthes ne sont pas visibles.
On a également trouvé dans le trésor des armes royales telles qu'un manteau doré de guerrier de style oriental plaqué or, des poignards courts à deux faces et des morceaux d'un bouclier de fer. Le bouclier festif de Shan est également savamment conçu et richement décoré.

## Galerie

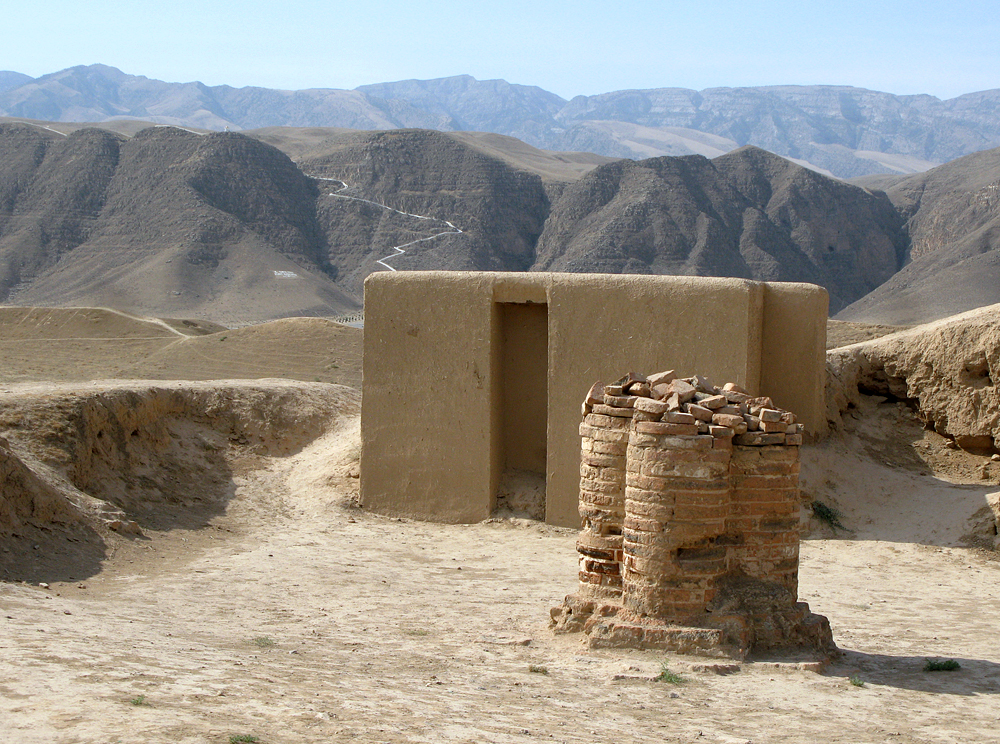
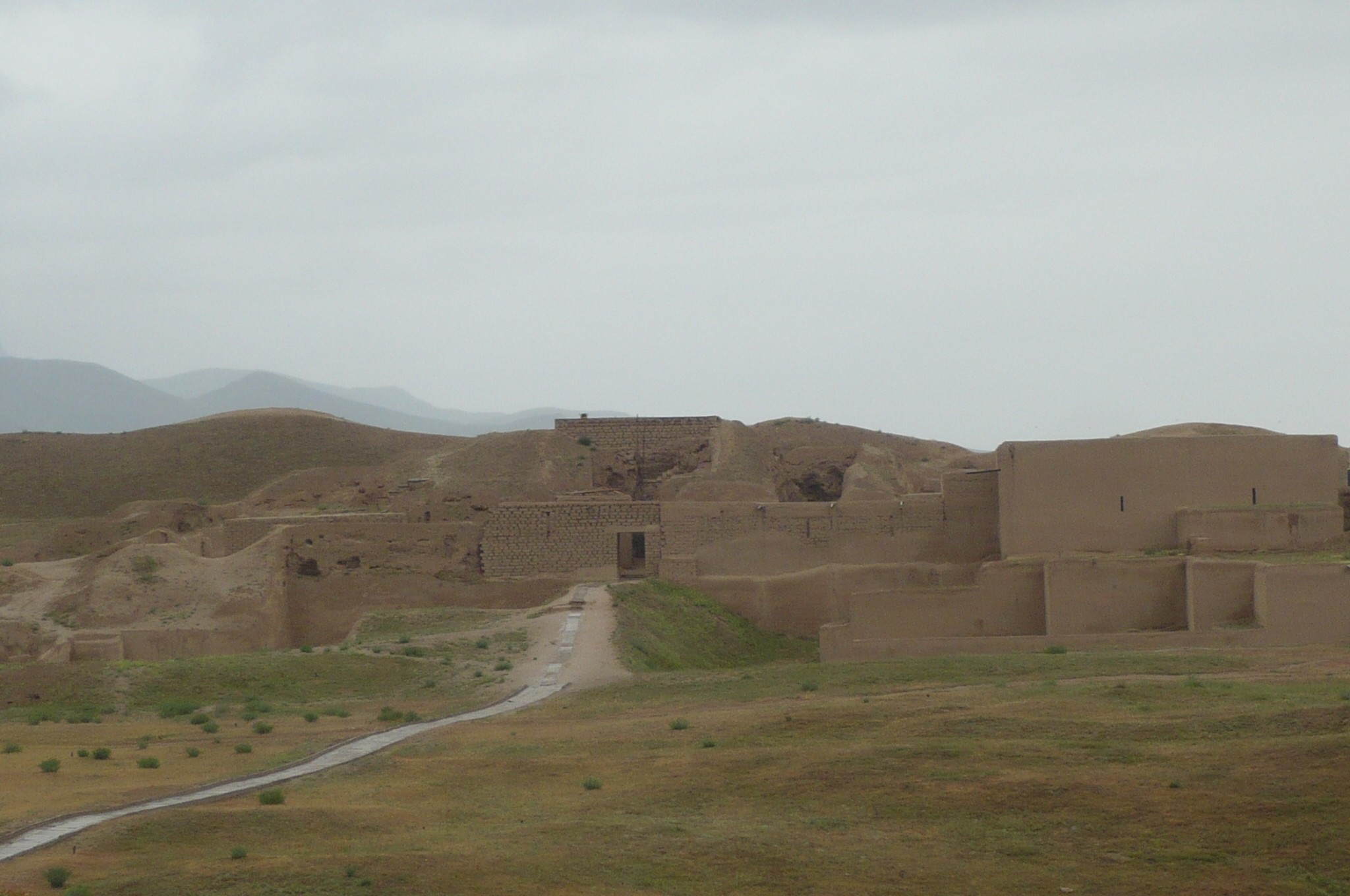
Vue des murs de Nisa
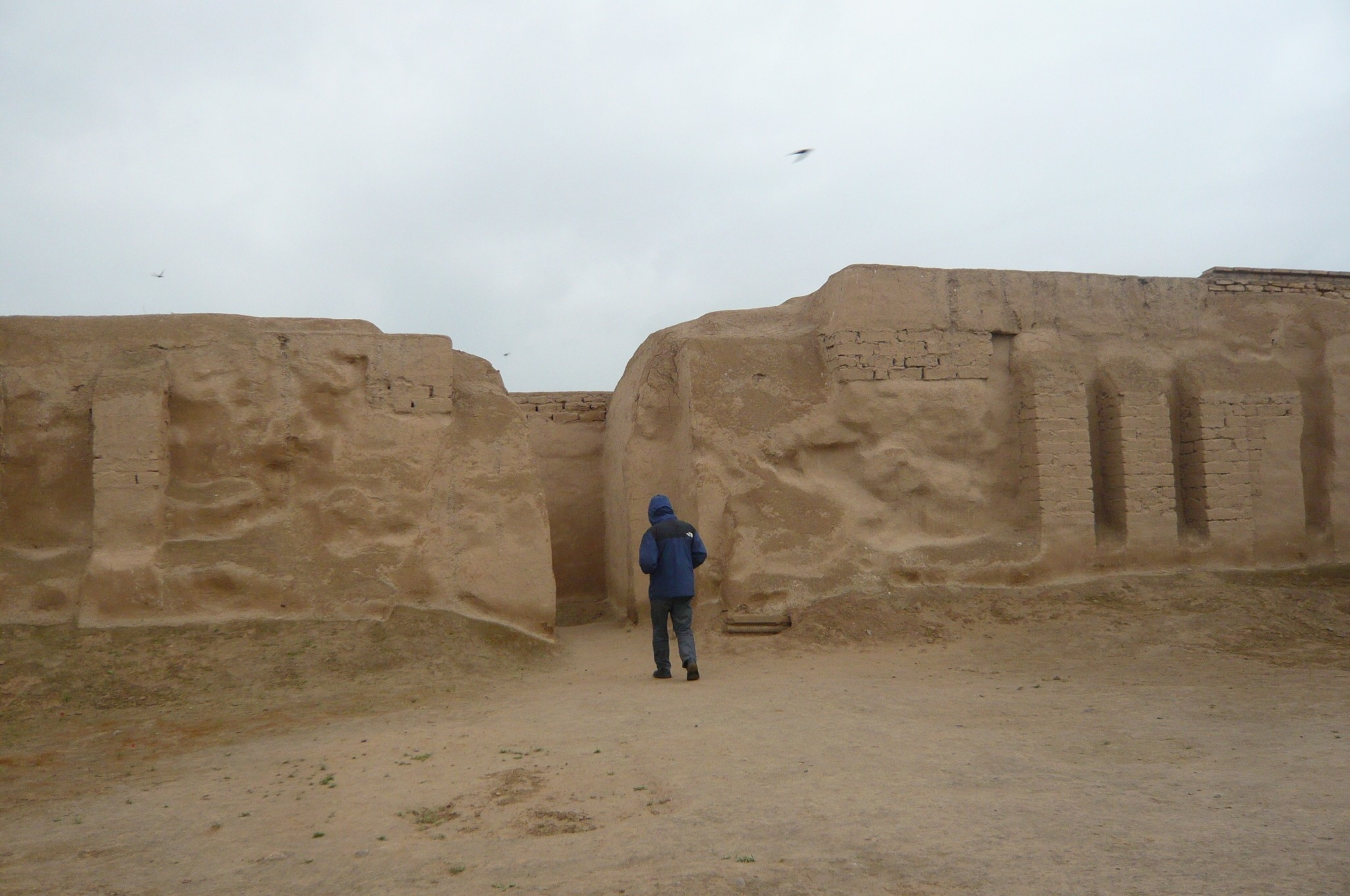
Vue du Portail de Nisa
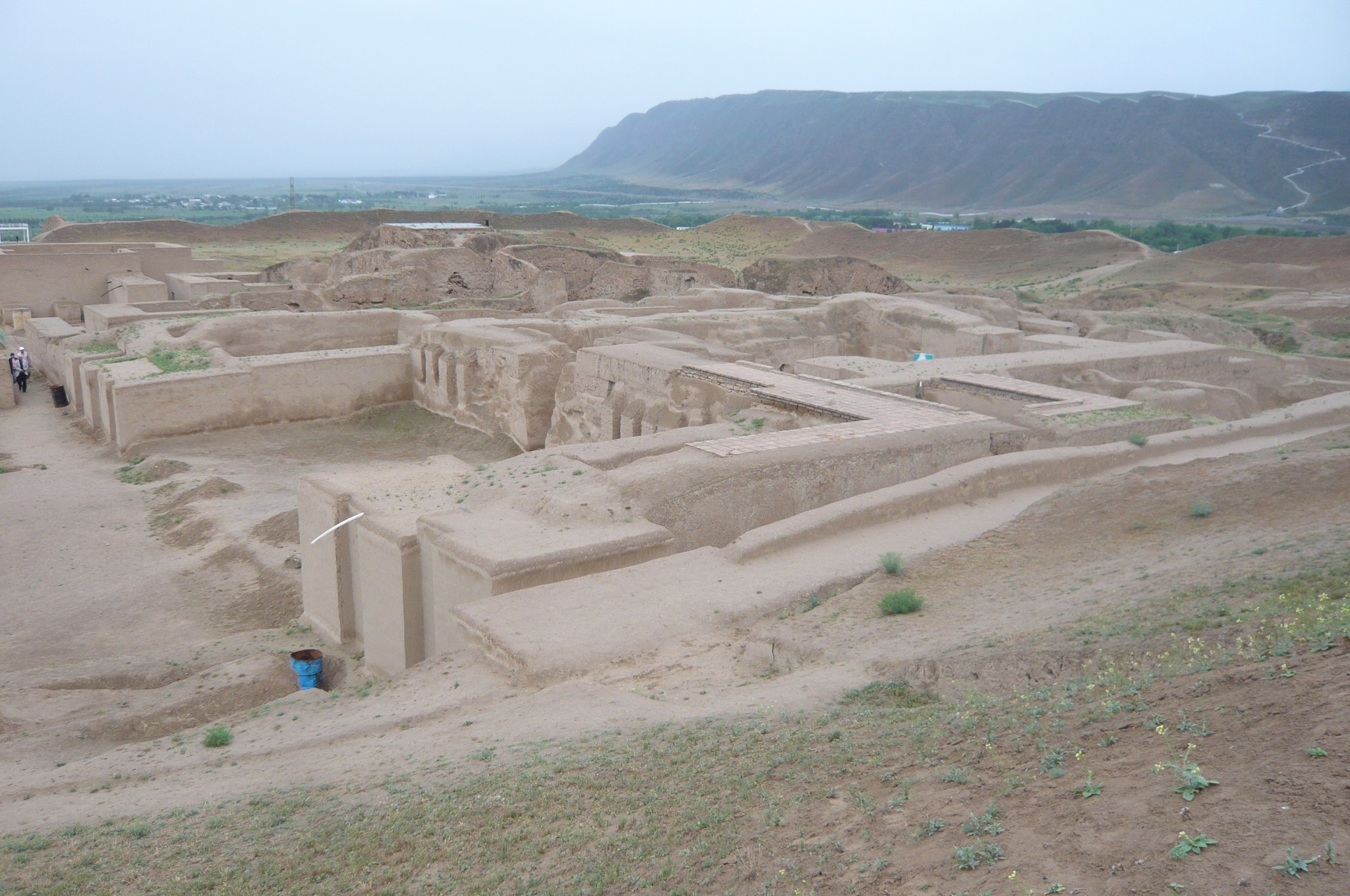
Vue oblique des ruines de Nisa
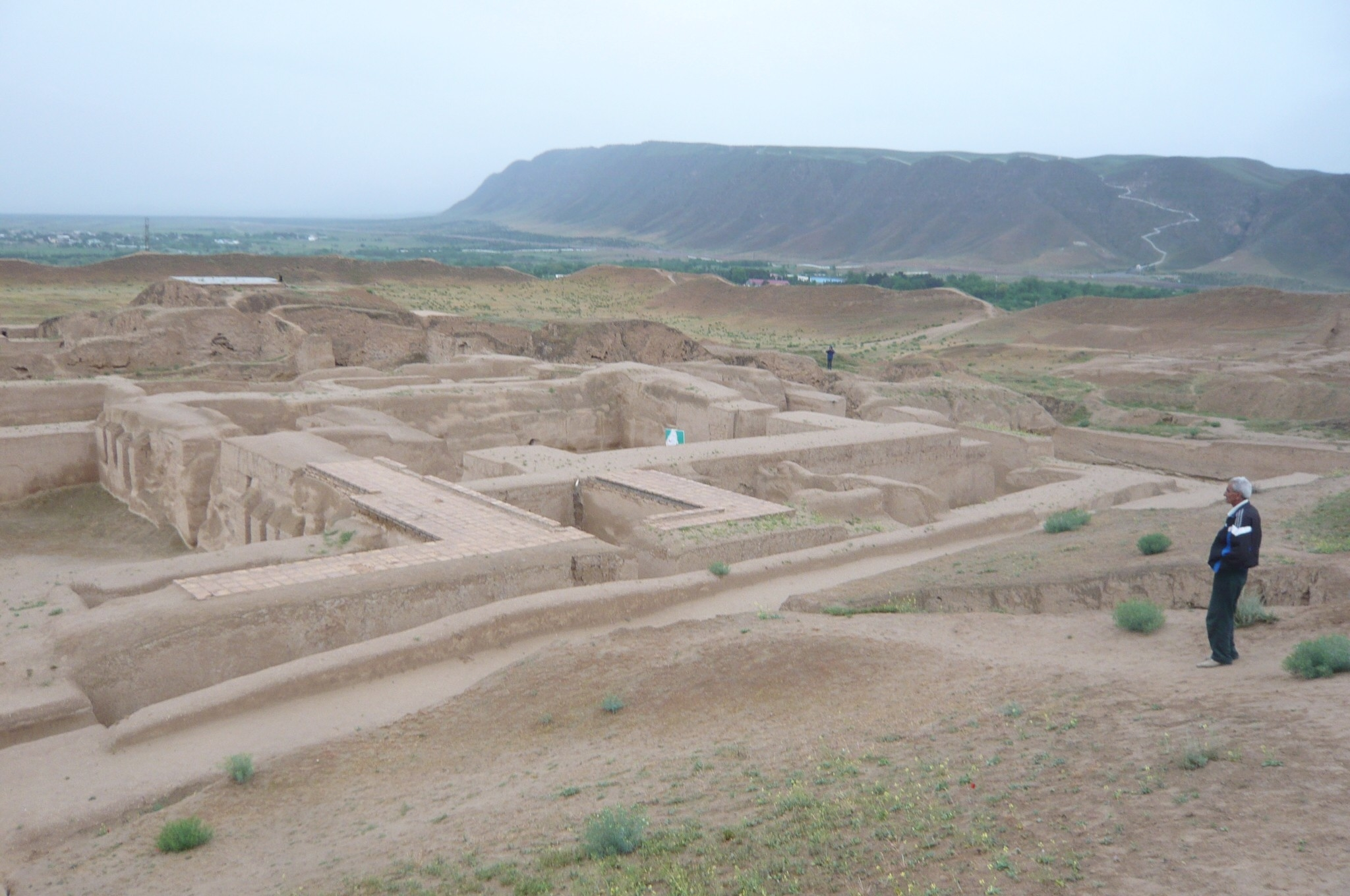
Vue des ruines de Nisa

## Voir aussi

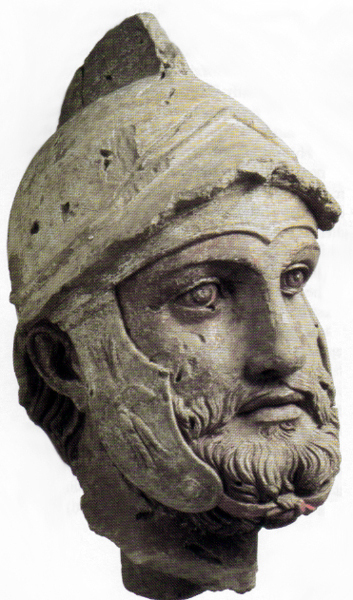
Casque du av.J.C., aux influences hellénistiques. Il protégeait la tête des guerriers parthes de Nisa.